# Полковник (фильм)
«Полковник» (венг. Az ezredes) — немой венгерский фильм 1918 года режиссёра Майкла Кёртиса. Главные роли исполнили Бела Лугоши, Ласло З. Мольнар и Чарльз Паффи.
По состоянию на 2021 год фильм считается утерянным.

## В ролях
| Актёр                                      | Роль            |
| ------------------------------------------ | --------------- |
| Бела Лугоши (под псевдонимом Arisztid Olt) | роль неизвестна |
| Шандор Гот                                 | роль неизвестна |
| Ласло З. Мольнар                           | роль неизвестна |
| Чарльз Паффи                               | роль неизвестна |
| Геза Борошш                                | роль неизвестна |
| Арпад Латабар                              | роль неизвестна |
| Клэр Лотто                                 | роль неизвестна |
| Зольтан Сереми                             | роль неизвестна |
| Герё Май                                   | роль неизвестна |
| Янка Чатай                                 | роль неизвестна |

## Производство
«Полковник» был первым фильмом студии The Phönix Film Company, в котором снялся Бела Лугоши. Он сыграл главную роль в фильме, и это был последний венгерский фильм с актёром, который вышел на большие экраны. Фильм основан на одноимённой трёхактной сценической комедии Ференца Херцега. Фильм состоял из четырёх актов. Первый раз в кинокарьере Бела Лугоши был заявлен в фильме не под своим ранним псевдонимом Аристид Ольт, а под именем Bela Lugosi.

## Релиз
Премьера «Полковника» состоялась 30 декабря 1918 года в театре Omnia в Будапеште.
До наших дней фильм не сохранился.

## Критика
Один из будапештских критиков 1 января 1919 года писал, что фильм имел большой успех, а также хвалил комические ситуации показанные в картине. Бела Лугоши, Клэр Лотто, Зольтан Сереми и Ласло З. Мольнар в главных ролях «ещё раз» по мнению критика «доказали свой большой актёрский талант и внесли весомый вклад в успех» фильма. В заключении своей рецензии критик написал, что «Полковник» был создан лучшей венгерской студией Phönix, и «мы можем с уверенностью сказать, что она может гордиться своим последним хитом».
Историк кино Иштван Немешкюрти отмечает, что «99» и «Полковник» вошли в число самых успешных венгерских фильмов Кёртиса.